# Parlamentswahl in Mazedonien 2006
Die Parlamentswahl in Mazedonien 2006 fand am 5. Juli, mit Wahlwiederholungen in einigen Wahlkreisen am 19. Juli, statt. Die Wahl brachte einen Sieg für die oppositionelle VMRO-DPMNE hervor, welche den VMRO-DPMNE-Parteivorsitzenden Nikola Gruevski zum Regierungschef machte. Die bisher regierende und im Bündnis "Gemeinsam für Mazedonien" angetretene Sozialdemokratische Liga Mazedoniens erlitt eine massive Niederlage und verlor fast die Hälfte ihrer Stimmen im Vergleich zu 2002, während die VMRO-DPMNE deutlich hinzugewinnen konnte.

## Ausgangslage und Wahlkampf
Bei der Parlamentswahl in Mazedonien 2002 gelang der SDSM ein Wahlerfolg, welche anschließend mit Vlado Buckovski den Ministerpräsidenten stellte. 
Im Wahlkampf 2006 legten die regierenden Sozialdemokratien ihre Schwerpunkte auf Wirtschaft, Europäisierung und Bildung und warben damit, dass Mazedonien 2005 den Status als EU-Beitrittskandidat verliehen bekommen hat. Die Opposition um die VMRO-DPMNE versprach Steuersenkungen und warf der Regierung gezielte Destabilisation vor.

## Ergebnis
| Partei     | Ergebnis in % | Absoluten Stimmen | Sitzanzahl |
| ---------- | ------------- | ----------------- | ---------- |
| VMRO-DPMNE | 32,50         | 304572            | 45         |
| SDSM       | 23,31         | 218463            | 32         |
| BDI        | 12,12         | 113522            | 17         |
| PDSH       | 7,50          | 70261             | 11         |
| NSP        | 6,04          | 56624             | 7          |
| VMRO-NP    | 6,09          | 57077             | 6          |
| DOM        | 1,85          | 17364             | 1          |
| PEI        | 1,20          | 11255             | 1          |
| Sonstige   | 8,96          | 83951             | 0          |

Quelle: 

## Folgen
Die VMRO-DPMNE bildete Ende August 2006 eine Regierungskoalition mit DPA, NSP, DOM und PEI. Die Regierung bestand somit neben den dominierenden Rechtskonservativen aus Albanern und Pro-Europäern. Nikola Gruevski wurde somit erstmals zum mazedonischen Regierungschef.